# Сунь Цзяцзюнь (плавець)
Сунь Цзяцзюнь (1 серпня 2000) — китайський плавець.
Учасник Олімпійських Ігор 2020 року, де в півфіналах на дистанції 100 метрів батерфляєм посів 13-те місце і не потрапив до фіналу. В естафеті 4x100 метрів комплексом його збірна потрапила до фіналу, де її дискваліфіковано.